# خليج كاربنتاريا

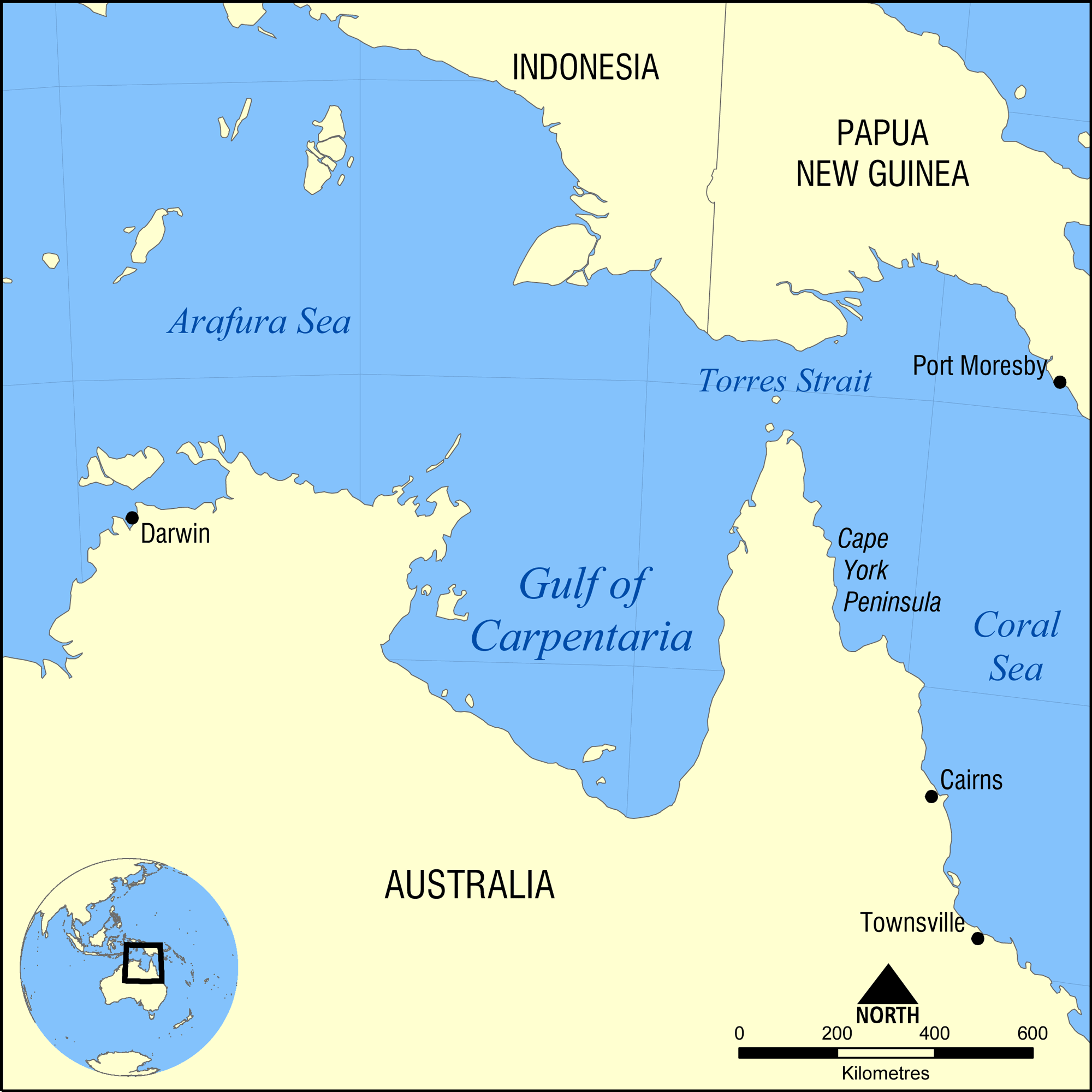
موقع خليج كاربنتاريا

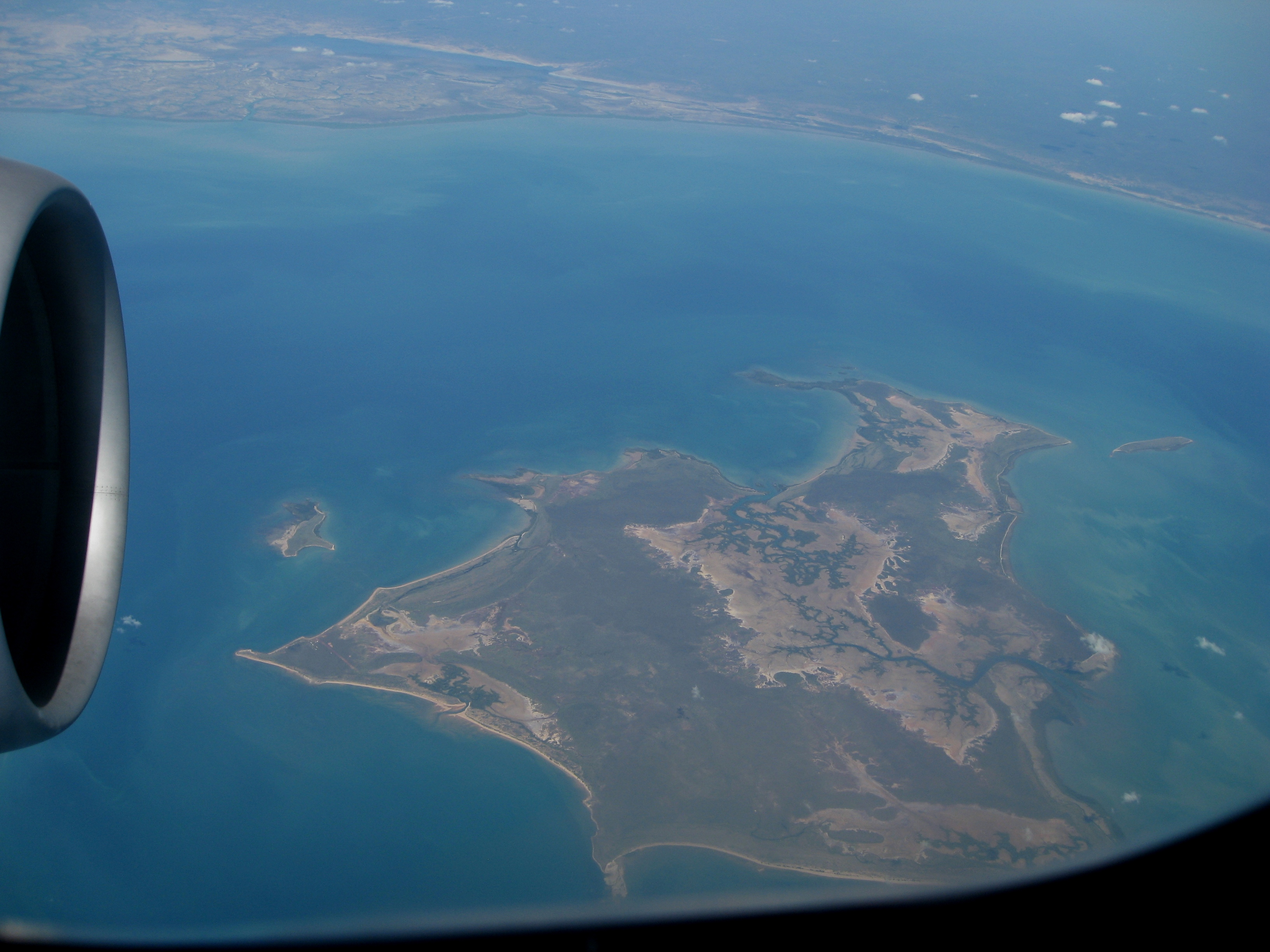
خليج كاربنتاريا بين جزيرة وقارة أستراليا

خليج كاربنتاريا (بالإنجليزية (Gulf of Carpentaria)) هو بحر ضحل كبير، مُغلق من ثلاث جهات من شمال أستراليا وحدودها الشمالية مع بحر أرافورا Arafura (جزء من المياه بين أستراليا وغينيا الجديدة)، الحدود الشمالية عموماً تُعرف كخط من نقطة سليد Slade (أقصى شمال الركن الغربي لشبه جزيرة كيب يورك) في أقصى الشمال حتى كيب أرنهيم Cape Arnhem في الغرب.
فتحة الخليج بعرض 590 كم ثم يتسع جنوباً بعرض 675 كم، طول الفتحة الشمالية يزيد عن 700 كم, والمياه تغطي مساحة 300 ألف كم2، عمق الخليج ما بين 55-60 متر، منطقة المد والجزر في الخليج ما بين 2-3 متر، من حيث جيولوجيته فهو خليج شاب (حديث).